# Кировский район (Уфа)
Ки́ровский райо́н (баш. Киров районы) — один из семи городских районов города Уфы, расположенный в его южной части. Ввиду присоединения сельских поселений из Уфимского района республики имеет некомпактную, состоящую из трёх отдельных частей, территорию. При этом между исторической основной и вновь обретённой частями есть поселения, не включённые в состав городского округа.
На территории района, на реке Уфе, находится остров Верхний Дудкинский.

## История
Был образован 13 ноября 1935 года решением президиума Уфимского городского совета рабочих, крестьянских и красноармейских депутатов. 10 декабря 1935 года решением Центрального исполнительного комитета БАССР были определены границы района «от улиц Зенцова в сторону Сутолоки, захватывая старую Уфу, Цыганскую поляну, Пугачевскую слободу и Восточную слободу». Таким образом, в состав района попала наиболее старая часть города, исторический центр Уфы.
К моменту образования района на его территории проживало 79 тысяч человек. Лишь пять тысяч из них были заняты в промышленности, которая была представлена заводами горного оборудования, кирпичным, алебастровым, пивоваренным и лесопильным. Имелась кондитерская фабрика, мясокомбинат и типография.
Ничтожно малым был жилой фонд. На одного жителя района приходилось 3,3 квадратных метра жилья. Длина мощеных улиц составляла 15 километров, а водой обеспечивали горожан 10 водоразборных колонок.
В 10 начальных, 8 неполных средних и 7 средних школах 13 тысяч детей обучало 427 преподавателей. Кроме того, в районе действовало 3 школы фабрично-заводского обучения, 4 техникума и один вуз. При этом более 5 тысяч человек оставались неграмотными.
Медицину представляли две амбулатории на 11770 посещений в месяц. Работала детская консультация. Свои культурные запросы жители района удовлетворяли в 10 клубах и 17 красных уголках, в основном, при заводах и артелях. Работало 5 библиотек.

## Население
| 1959     | 1970     | 1979     | 1989     | 2002     | 2003     | 2004     |
| -------- | -------- | -------- | -------- | -------- | -------- | -------- |
| 100 566  | ↘93 177  | ↗120 722 | ↗149 237 | ↘141 955 | ↘141 803 | ↘138 744 |
| 2005     | 2006     | 2007     | 2008     | 2009     | 2010     | 2013     |
| ↘135 083 | ↘130 762 | ↘127 102 | ↘127 091 | ↗129 133 | ↗147 062 | ↗154 409 |
| 2014     | 2015     | 2016     | 2017     | 2020     | 2021     |          |
| ↗156 820 | ↗160 546 | ↗162 234 | ↗163 609 | ↘162 958 | ↗174 837 |          |

## Сегодняшнее состояние
В 2010 году территория района составляла 13108 га. Здесь проживало свыше 158 тысяч человек (13,8 % жителей города). Средний возраст кировчан составляет 39,1 года; 55 % населения района — женщины, около 32 % молодёжь в возрасте от 14 до 30 лет.
Здесь расположены Дом Республики, Государственное Собрание — Курултай Республики Башкортостан.
Жилой фонд составляет более 2 миллиона квадратных метров. Массовое жилищное строительство превратило бывшие уфимские окраины в благоустроенные микрорайоны: «Дружба», «Белореченский», «Караидель», «Янаульский», «Радио», «Южный», «Новый».
Центр района и города украшают новые современные здания: дворец культуры нефтяников, Национальный музей Республики Башкортостан, управление Пенсионного фонда Российской Федерации по Республике Башкортостан, Башкирский государственный академический театр драмы им. М.Гафури, Республиканский Национальный молодёжный театр, Национальный банк Республики Башкортостан, Социнвестбанк, торгово-деловой комплекс «Гостиный двор».
В состав района входит посёлок Мелькомбинат.

## Промышленность
По своей промышленной мощи район уступает индустриальной северной части Уфы, но именно на территории Кировского района закладывались основы и традиции уфимской промышленности. В районе зарегистрировано около 5,5 тысяч предприятий и организаций, ведущих хозяйственную деятельность.
Функционируют 20 крупных и средних промышленных производств, выпускающих медицинские препараты, электрооборудование, средства связи, швейные и текстильные изделия, продукты питания и т. д. Среди них, ПАО «Фармстандарт — Уфимский витаминный завод», ПАО «Электроаппарат» (машиностроение), компания «Конди», ООО «Башминерал» (нефтедобыча), фабрика мороженого «Серебряный снег», ПАО «Уфимский комбинат хлебопродуктов» (мелькомбинат).
С каждым годом набирает обороты развитие малого бизнеса. В районе действуют около 1400 малых предприятий и более 5 тысяч частных предпринимателей; доля трудоспособного населения, занятого в этой сфере экономики, достигла 15 %.

## Образование и культура

### История образования
Традиции образования в Кировском районе восходят к 1720 году, когда при городском гарнизоне возникло первое в Уфе учебное заведение гарнизонная школа, где готовили кадры для казачьих войск. В 1828 году открылась первая светская мужская гимназия для детей дворян и чиновников, вырастившая немало знаменитых людей. Её традиции сегодня продолжает Аксаковская школа-гимназия № 11.
Во второй половине XIX века были основаны первое женское училище, ставшее известным под названием Мариинская гимназия (ныне гимназия № 3), мужское духовное училище, духовная семинария. Большим авторитетом пользовалось старейшее в Уфе медресе «Усмания», куда по причине бедности не смог поступить будущий народный поэт Мажит Гафури. Альма-матер для классика башкирской литературы стало открытое в 1906 году на пожертвования состоятельных горожан медресе «Галия». Из её стен вышли известные деятели национальной культуры Г. Ибрагимов, Ш. Бабич, С. Кудаш, Б. Ишемгул и другие. Располагалось медресе в доме на перекрестке улиц Уфимской и Вавилова (ныне ул. Чернышевского, 5).

### Образование сегодня

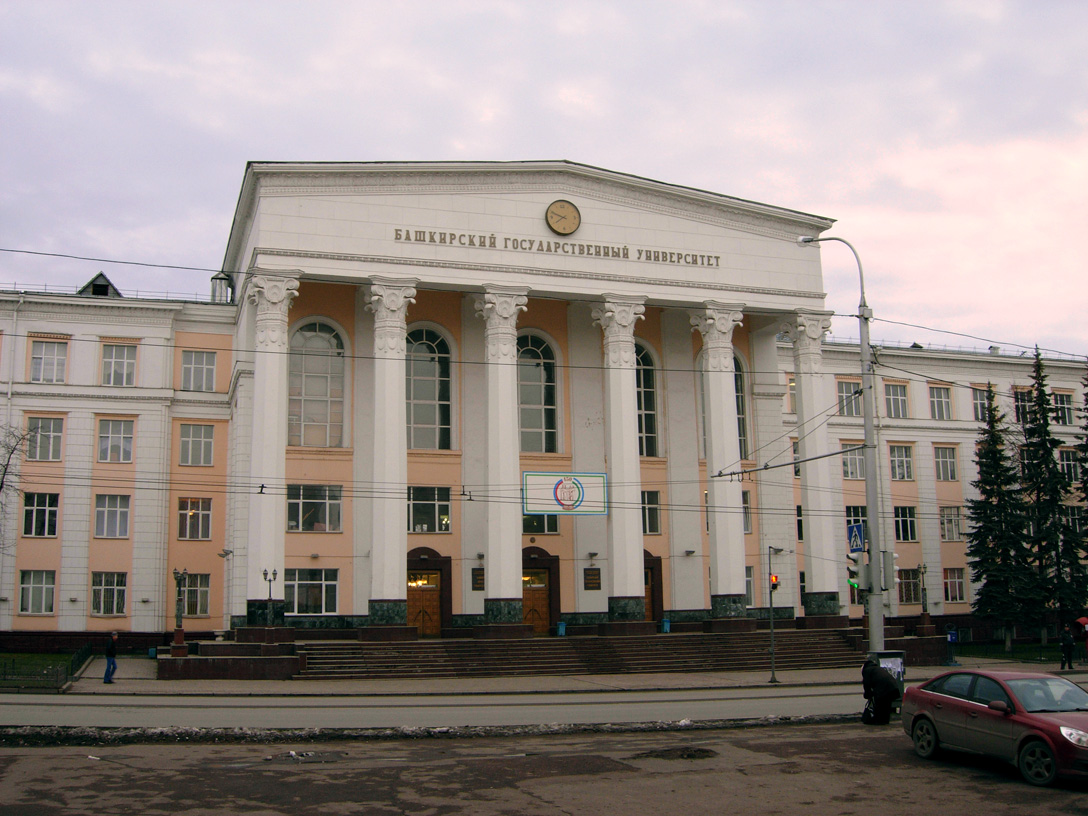
Башкирский государственный университет (ныне Уфимский университет науки и технологий)

Сегодня в районе развернута широкая сеть разнопрофильных образовательных учреждений. Имеются 22 дошкольных образовательных учреждениях, 2 начальных школы-детсада, 13 учреждений дополнительного образования.
В средних учебных заведениях — 3 гимназиях, 3 лицеях, 7 общеобразовательных школах и 5 школах с углубленным изучением отдельных предметов получают знания около 15 тысяч школьников, работают более 1 тыс. преподавателей.
Здесь, на территории в несколько кварталов, расположено более половины всех государственных высших учебных заведений и колледжей республики. Отсюда ведет свою историю первый в Уфе вуз учительский институт, открытый на улице Телеграфной (ул. Цюрупы, 9) в 1909 году. С 1920 года он стал институтом народного образования и носил имя ученого К. А. Тимирязева, пока в 1929 году не был преобразован в Башкирский государственный педагогический институт. В 1957 году на его базе был создан Башкирский государственный университет (ныне Уфимский университет науки и технологий), флагман высшего образования республики.
В 1930 году в здании бывшей духовной семинарии (ул. К. Маркса, 3) открылось второе высшее учебное заведение Башкирский сельхозинститут, через два года было начато обучение в третьем вузе столицы — медицинском.
Сегодня в районе располагаются 8 вузов, 8 ссузов .
Вузы, расположенные на территории района:
- Башкирский государственный университет (БГУ (ныне Уфимский университет науки и технологий)) ;
- Башкирский государственный педагогический университет (БГПУ);
- Башкирская академия государственной службы и управления при Президенте Республики Башкортостан (БАГСУ);
- Уфимский государственный авиационный технический университет (УГАТУ (ныне Уфимский университет науки и технологий));
- Башкирский государственный медицинский университет (БГМУ);
- Уфимский Государственный Институт Искусств им.З.Исмагилова(УГИИ);
- Уфимский юридический институт (УЮИ) МВД РФ;
- Уфимская государственная академия экономики и сервиса (УГАЭС).

Здесь находятся Академия наук Республики Башкортостан, Президиум Уфимского научного центра Российской Академии наук, ряд научно-исследовательских и проектно-конструкторских институтов и лабораторий.

## Здравоохранение
В 1924 году на улице Тукаева, 23, открылось первое в советское время поликлиническое учреждение города Центральная амбулатория, впоследствии переименованная в поликлинику № 1 г. Уфы. Кардиологический центр, республиканская детская клиническая больница, городской родильный дом № 4, больница скорой медицинской помощи, НИИ медицины труда и экологии человека, санаторий «Зеленая Роща» образуют целый городок, куда едут лечиться со всех концов республики и из-за её пределов. Всероссийскую славу приобрел научно-исследовательский институт глазных болезней, где проводятся сложнейшие операции. Это единственный офтальмологический центр, принимающий малышей с грудного возраста. Десяткам тысяч пациентов вернули здоровье врачи и сестры республиканской клинической больницы имени Г. Г. Куватова, второе место в конкурсе среди госпиталей России занял в 2005 году городской госпиталь ветеранов войн. Также на территории района расположены республиканская детская клиническая больница, республиканский кардиологический диспансер, городской родильный дом № 4, больница скорой медицинской помощи и другие.

## Спорт
Здесь расположен первый в городе стадион «Динамо», бассейн «Буревестник», действуют 73 спортивных зала, 7 плавательных бассейнов, 93 спортплощадки с единовременной пропускной способностью около 7000 человек.

## Культурная жизнь

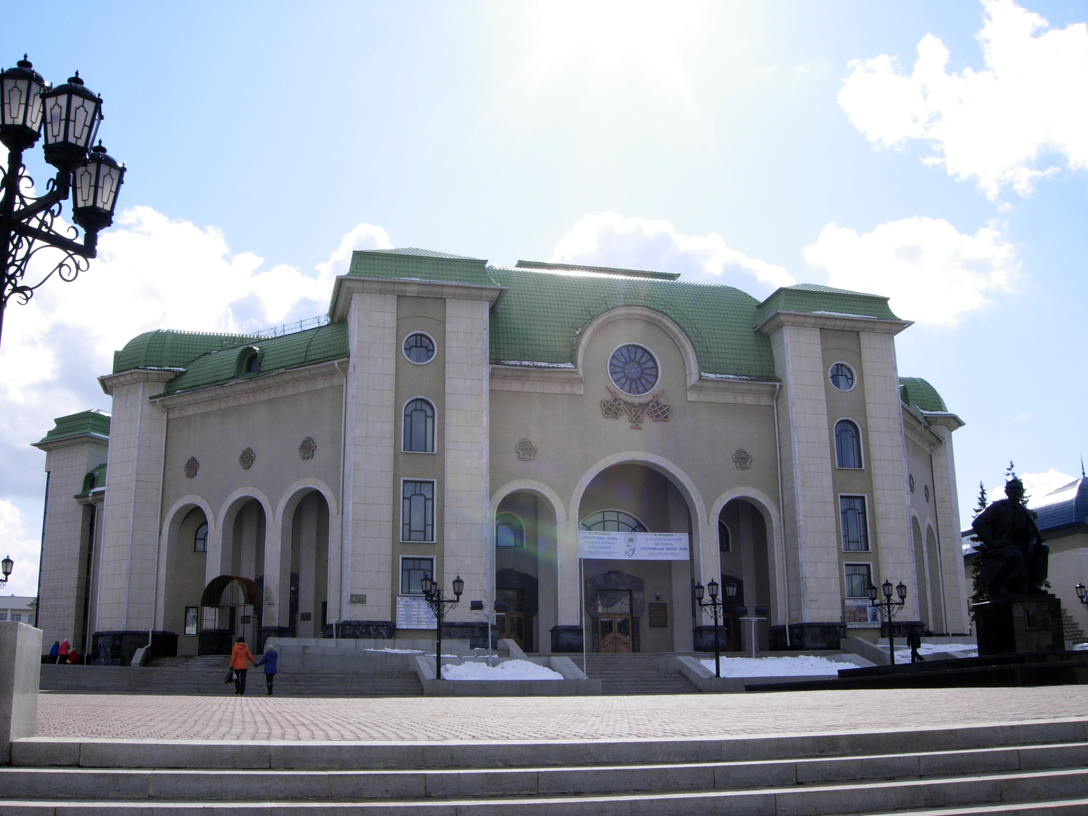
Башкирский государственный академический театр имени Мажита Гафури

На территории нынешнего района были написаны первые строки в летописи уфимского театра. Начало ему в 1772 году положили ссыльные поляки, дав два представления оперетты «Пан Бронислав» в доме мензелинского воеводы Никиты Можарова в Голубиной слободке. Летний театр Видинеевского сада, долгое время бывший центром культурной жизни уфимцев, стал местом первого сценического успеха великого русского певца Ф. И. Шаляпина.
В память об уроженце Уфы С. Т. Аксакове в 1909 году напротив здания Дворянского собрания состоялась закладка Народного дома Аксакова. С 1938 года в нём размещается Башкирский государственный театр оперы и балета.
Именно здесь впервые раскрылся талант всемирно известного танцовщика, балетмейстера и дирижёра Рудольфа Нуреева, танцевали свои лучшие партии Майя Тагирова, Зайтуна Насретдинова, Гузель Сулейманова, Элеонора Куватова, пели звезды башкирской оперы Аскар Абдразаков, Радик Гареев.
Театры на территории района:
- Башкирский государственный театр оперы и балета,
- Башкирский государственный академический театр драмы имени Мажита Гафури,
- Национальный молодёжный театр республики Башкортостан имени Мустая Карима.

С территорией нынешнего Кировским районом связана жизнь многих людей искусства, снискавших общероссийское и мировое признание. Память о писателе Сергее Аксакове, певце Федоре Шаляпине, художнике Михаиле Нестерове, основоположнике башкирской и татарской литературы Мажите Гафури хранят музеи и многочисленные мемориальные доски. Здесь творил Файзи Гаскаров, благодаря которому башкирский танец стал понятен и доступен людям иных культур.
Именно Кировскому району выпало стать родиной популярного рок-исполнителя, музыканта, композитора и поэта Юрия Шевчука. Поклонникам его творчества хорошо известен дом на углу улиц Ленина и Достоевского, где он жил долгие годы.
В районе расположено Уфимское училище искусств, которое закончила Zeмфира.
В Кировском районе расположена одна из старейших музыкальных школ страны детская музыкальная школа № 1 имени Н. Г. Сабитова, история которой восходит к середине XIX века.
Район располагает тремя из шести уфимских театров, кинотеатром «Родина», 35 музеями, 6 библиотеками. Достоянием республики является Национальная библиотека имени А. З. Валиди с фондом свыше двух миллионов томов. В Государственном художественном музее имени М. В. Нестерова представлены живопись, графика, скульптура, декоративно-прикладное искусство Башкортостана, России и зарубежных стран XIX—XX веков; здесь хранятся работы отца русского футуризма Давида Бурлюка.
Действуют правления творческих союзов писателей, художников, композиторов. С конца 1960-х высокий берег Белой венчает памятник национальному герою башкирского народа Салавату Юлаеву, одна из самых крупных конных скульптур Европы, ставший символом республики и главным украшением её герба. Наследник знаменитого Видинеевского сада — Сад имени С. Т. Аксакова дважды признавался лучшим садом СССР, а в 2005 году в очередной раз назван лучшим парком культуры Уфы.

## Религия
В районе расположены резиденция муфтия ЦДУМ.
- Первая уфимская соборная мечеть ЦДУМ России (ул. Тукаева, 52);
- Мечеть «Ихлас» (Сочинская ул., 43);

Во время башкирских восстаний 1735—1740 годов была разрушена Азиева мечеть, которая считалась главной мечетью на территории Исторического Башкортостана. Мечеть располагалась у реки Берсувань (ныне Кировский район Уфы), в ней проходили всебашкирские народные собрания (йыйыны), которые являлись высшей властью во внутреннем самоуправлении башкир.
Православные храмы, расположенные на территории района:
- Свято-Сергиевский храм (в районе монумента Дружбы),
- Покровская церковь (в районе монумента Дружбы),
- Спасский храм (ул. Октябрьской революции),
- Рождество-Богородицкий храм (кафедральный собор Башкирской митрополии и Уфимской епархии)